# Nepomucenów (województwo wielkopolskie)
Nepomucenów – wieś w Polsce położona w województwie wielkopolskim, w powiecie krotoszyńskim, w gminie Kobylin.
| SIMC    | Nazwa       | Rodzaj    |
| ------- | ----------- | --------- |
| 0371305 | Stanisławów | część wsi |

W latach 1975–1998 miejscowość położona była w województwie leszczyńskim.